# 新田駅 (咸鏡北道)
新田駅（シンジョンえき、朝鮮語: 신전역）は、朝鮮民主主義人民共和国咸鏡北道会寧市にある、朝鮮民主主義人民共和国鉄道省咸北線の鉄道駅である。

## 歴史
- 1920年1月5日：開業[1]。

## 隣の駅
朝鮮民主主義人民共和国鉄道省
咸北線
鶴浦駅 - 新田駅 - 間坪駅